# Deutsche Cadre-47/1-Meisterschaft 1993/94

Veranstaltungsort: Ravensburg

Die Deutsche Cadre-47/1-Meisterschaft 1993/94 war eine Billard-Turnierserie und fand vom 5. bis 7. November 1993 in Ravensburg zum 27. Mal statt.

## Geschichte
In der Deutschen Billard-Zeitung Billard Sport Magazin gab es von dieser Meisterschaft leider keine Informationen. Es siegte zum sechsten Mal Wolfgang Zenkner, der damit auch seine letzte Meisterschaft im Cadre 47/1 spielte. Zweiter wurde Wolfgang Matz vor Michael Henrich. Das Niveau dieser Meisterschaft, außer dem Sieger Wolfgang Zenkner, war sehr schwach.  Die Endtabelle wurde aus dem CEB Report 1993/94 entnommen.

## Modus
Das komplette Turnier wurde im Doppel-K.-o.-System mit zwei Gewinnsätzen bis 60 Punkte ohne Nachstoß gespielt. Nur bei einem Satzsieg in einer Aufnahme gab es einen Nachstoß. Für einen 2:0-Satzsieg gab es 3:0 Satzpunkte und bei einem 2:1-Satzsieg 2:1 Satzpunkte.
Es gab nur einen Nachstoß wenn ein Spieler einen Satz in einer Aufnahme beenden konnte. Schaffte Spieler Zwei auch die geforderten 60 Punkte, so bekamen beide Akteure zwei Satzpunkte.
Die Endplatzierung ergab sich aus folgenden Kriterien:
1. Matchpunkte
2. Satzpunkte
3. Generaldurchschnitt (GD)
4. Bester Einzeldurchschnitt (BED)
5. Höchstserie (HS)

## Teilnehmer (Alphabetisch)
1. Wolfgang Zenkner (BSV München) (Titelverteidiger)
2. Johannes Dietrich (1. BC Ravensburg)
3. Klaus Dietrich (1. BC Ravensburg)
4. Michael Henrich (1. Langener BC)
5. Klaus Keller (1. BC Ravensburg)
6. Carsten Lässig (BG Coesfeld 1966)
7. Wolfgang Matz (BC Hilden)
8. Daniel Mieth (1. Langener BC)
9. Andreas Niehaus (BG Coesfeld 1966)
10. Dirk Peßarra (BC Sportfreunde Wanne)
11. Robert Pragst (1. Langener BC)
12. Volker Simanowski (BSV Velbert)
13. Efstratios Stavrakidis (BC 1912 Frankfurt)
14. Peter Steinberger (BC Kempten)
15. Willi Steinberger (BC Kempten)
16. Paul Zenker (1. BC Ravensburg)

### Abschlusstabelle
| Klassement                | Klassement             | Klassement | Klassement | Klassement | Klassement | Klassement | Klassement | Klassement |
| Platz                     | Name                   | MP         | SV         | GD         | BED        | BSD        | HS         |            |
| ------------------------- | ---------------------- | ---------- | ---------- | ---------- | ---------- | ---------- | ---------- | ---------- |
| 1                         | Wolfgang Zenkner       | 8:0        | 16:2       | 24,45      | 30,00      | 60,00      | 60         |            |
| 2                         | Wolfgang Matz          | 6:2        | 12:10      | 6,62       | 8,68       | 12,00      | 36         |            |
| 3                         | Michael Henrich        | 8:2        | 18:8       | 7,76       | 10,90      | 30,00      | 53         |            |
| 4                         | Volker Simanowski      | 8:4        | 16:10      | 9,49       | 17,14      | 60,00      | 60         |            |
| 5                         | Daniel Mieth           | 6:4        | 14:8       | 11,80      | 15,00      | 30,00      | 55         |            |
| 6                         | Carsten Lässig         | 4:4        | 10:8       | 7,78       | 10,00      | 30,00      | 51         |            |
| 7                         | Willi Steinberger      | 4:4        | 10:8       | 6,37       | 7,05       | 10,00      | 44         |            |
| 8                         | Robert Pragst          | 4:4        | 8:8        | 8,38       | 20,00      | 30,00      | 60         |            |
| 9                         | Andreas Niehaus        | 2:4        | 8:8        | 7,63       | 13,33      | 15,00      | 46         |            |
| 10                        | Dirk Peßarra           | 2:4        | 6:10       | 8,41       | 10,23      | 15,00      | 45         |            |
| 11                        | Peter Steinberger      | 2:4        | 4:8        | 6,13       | 8,57       | 10,00      | 23         |            |
| 12                        | Klaus Dietrich         | 2:4        | 4:10       | 4,05       | 4,45       | 8,57       | 19         |            |
| 13                        | Efstratios Stavrakidis | 0:4        | 2:8        | 7,54       | –          | 8,57       | 29         |            |
| 14                        | Johannes Dietrich      | 0:4        | 2:8        | 4,11       | –          | 5,00       | 58         |            |
| 15                        | Paul Zenker            | 0:4        | 0:8        | 4,09       | –          | –          | 19         |            |
| 16                        | Klaus Keller           | 0:4        | 0:8        | 2,64       | –          | –          | 21         |            |
| Turnierdurchschnitt: 7,54 |                        |            |            |            |            |            |            |            |